# Гаральд III Суворий

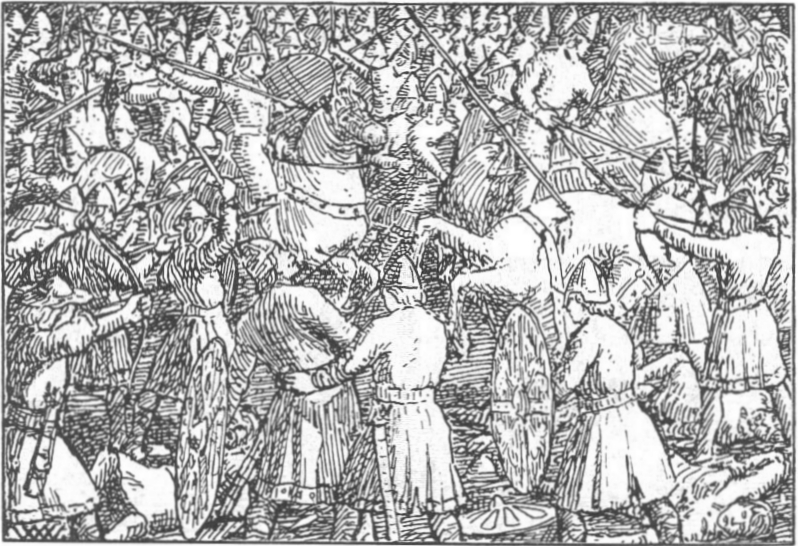
Загибель Гаральда III

Гаральд III Суворий, або Гаральд Сміливий (норв. Harald Harðráði, Harald Hardråde) (1015 — 25 вересня 1066) — король Норвегії (1046—1066). Походив з династії Інглінгів. Загинув у бою при спробі завоювати англійський трон. Відомий заснуванням Осло. Був  у шлюбі з Єлизаветою Ярославною, дочкою Ярослава Мудрого, князя Київського.

## Раннє життя
Син Сігурда Сіра (Сігурда Свині), конунга невеличкої держави Рінгеріке, що був праонуком норвезького короля Гаральда I. Його матір'ю була Аста, донька Губранда Кули (Гудбранда Шишки), володаря Оппланну.
Народжений у 1015 році, Гаральд був наймолодшим із трьох напівкровних братів короля Олафа II Святого. Коли Гаральду було 15, король Олаф був убитий, відстоюючи свій трон від претензій Канута Великого в 1030 році у битві при Стиклестад. Гаральд брав участь у битві й був поранений, після чого покинув Норвегію. Сформував військовий загін з тих, хто, як і він, був вимушений покинути країну в результаті смерті Олафа II. У 1031 році Гаральд із загоном досяг Русі, де поступив на службу до Ярослава Мудрого. Як прийнято вважати, він брав участь у кампанії Ярослава проти поляків і був співкерівником війська. Під час своїх перших відвідин Києва норвежець закохався в дочку Ярослава Мудрого Єлизавету Ярославну. Руська княжна відповіла Гарольдові, принцові, поетові й бардові, взаємністю. Але незговірливий батько, князь Ярослав Мудрий, погодився видати дочку за норвежця лише за умови, якщо той стане королем і прославиться лицарською звитягою. Довелося Гарольдові податися з нечисленною дружиною в мандри по світу. У цих мандрах він склав пісню про «руську дівчину з золотою гривною, яка помітує Гарольдом»:
| Past Sicily's wide plains we flew, A dauntless, never-wearied crew; Our viking steed rushed through the sea, As viking-like fast, fast sailed we. Never, I think, along this shore Did Norsemen ever sail before; Yet to the Rus' queen, I fear, My gold-adorned, I am not dear. |
Ця ж пісня в перекладі Івана Франка: 
Край Сицилії далекої 
Наш кораблик пролітав, 
В пишних строях ми на покладі 
Поставали, як і слід. 
Живо біг носатий човен наш, 
Гордий, що героїв ніс… 
Гей, в кого не мужня душа, 
Не посмів би плавать там. 
А проте дівчина з Руської країни, 
Що в короні сяє, мене не приймає… 
Там на юзі жінка ні дівча 
Не затаїть, а признаєть, 
Що ми вранці в южне місто те 
Впали, наче звір в снасть. 
Там-то брязк ішов від наших зброй! 
Там-то кров лилася з тіл! 
На свідоцтво своїх діл. 
А проте дівчина з Руської країни, 
Що в короні сяє, мене не приймає.

## У Візантії
Через декілька років Гаральд зі своїм загоном прибув до Константинополя і поступив на службу Візантійській імперії, на якій здійснив чимало лицарських подвигів. Загін Гаральда увійшов до елітного найманого підрозділу, відомого як Варязька гвардія. Достатньо швидко Гаральд показав себе в бою і завоював пошану гвардійців. Став командиром всього загону і використовував цю свою силу для проведення своїх власних місій. Його війська досягли багатьох перемог у Північній Африці, Сирії і на Сицилії.

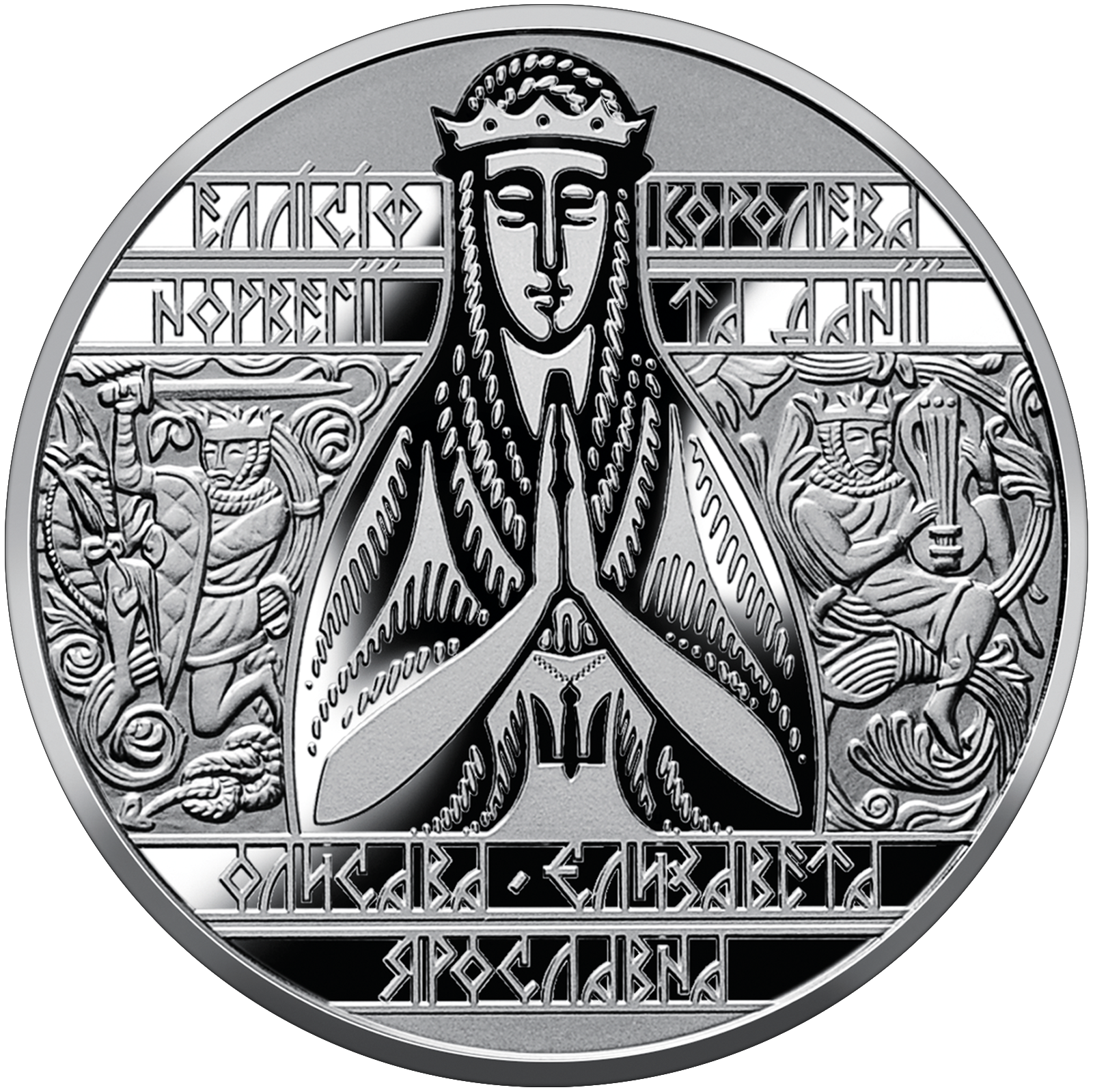
Зображення військових та поетичних талантів конунга Гаральда на пам'ятній монеті НБУ "Єлизавета Ярославна" (обабіч центральної фігури)

## Повернення до Норвегії
Використовуючи засоби, накопичені на службі Візантійській Імперії, Гаральд з військом повернувся до Норвегії 1045 року і відразу став великою загрозою королю Магнусу I, сину Олафа II і племіннику Гаральда. Магнус запропонував розділити владу, і вони стали співправителями Норвегії. Проте, вже через рік Магнус помер, як вважається, через падіння з коня, і Гаральд став єдиним королем Норвегії. У тому ж 1045 році Єлизавета Ярославна була віддана заміж за конунга Гаральда Сміливого.
Гаральд Суворий 1048 р. заснував нову столицю Норвегії — місто Осло, де й оселився зі своєю коханою дружиною. У цьому шлюбі народилося дві дочки — Марія та Інгігерда (майбутня королева Данії, дружина короля Олафа І Свейнссона).

## Вторгнення до Англії та загибель у бою
Гаральд прибув до Англії з претензією на англійський трон, яка грунтувалася на мирній угоді між Магнусом і Гардекнудом (1038/1039) про те, що, якщо хто-небудь з них помре без спадкоємця, то інший успадкує і Англію, і Норвегію. Гаральд висадився в Північній Англії з силою приблизного 15 000 воїнів на 300 кораблях і 20 вересня розгромив перші зустрінуті ним англійські війська короля Гарольда Годвінсона в битві біля Фулфорда, у двох милях на південь від Йорка. Але через 5 днів (25 вересня 1066 року) його армія була повністю розгромлена в Битві біля Стамфордського моста. У цій битві загинув і сам Гаральд через смертельне поранення стрілою. З 300 кораблів, які прибули до Англії, тільки 25 кораблів з вижившими повернулися назад у Норвегію.